# الکس ری (بازیکن فوتبال)
الکس ری (انگلیسی: Alex Rae؛ زادهٔ) بازیکن فوتبال اهل ایالات متحده آمریکا است.